# Zamia polymorpha
Zamia polymorpha är en kärlväxtart som beskrevs av D.W. Stev., A. Moretti och Vázq. Torres. Zamia polymorpha ingår i släktet Zamia och familjen Zamiaceae. IUCN kategoriserar arten globalt som nära hotad. Inga underarter finns listade i Catalogue of Life.